# Eugen Jochum
Eugen Jochum, född 1 november 1902, död 26 mars 1987, var en tysk dirigent. Han var bror till Otto Jochum.
Eugen Jochum studerade dirigering för Siegmund von Hausegger i München och blev kapellmästare 1926. Han var 1934–1946 operaledare och dirigent för filharmoniska stadsorkestern i Hamburg. Han var tidvis även dirigent för Berlins filharmoniska orkester. Jochum var senare ledare för symfoniorkestern i Münchenradion. Jochum, som hörde till en av Tysklands främsta musikledare, gästdirigerade 1933 i Konsertföreningen i Stockholm och gav där 1937 och 1940 konserter med Berlins filharmoniska orkester. Han gjorde sig särskilt känd som tolkare av Anton Bruckner.